# Myrabolia weiri
Myrabolia weiri – gatunek chrząszcza z rodziny Myraboliidae.
Gatunek ten opisany został po raz pierwszy w 2011 roku przez Karola Szawaryna i Wiolettę Tomaszewską na podstawie pojedynczego samca odłowionego w 1984 roku w Piccadilly Circus na Australijskim Terytorium Stołecznym. Epitet gatunkowy nadano na cześć Toma Weira, kuratora Australian National Insect Collection, który odłowił holotyp.
Chrząszcz o podługowato-owalnym ciele długości 2,5 mm, 2,72 raza dłuższym niż szerokim. Oskórek porastają dość długie włoski. Ubarwiony jest jednolicie żółtawobrązowo. Głowa jest całkowicie prognatyczna. Czułki mają człony czwarty i od szóstego do ósmego tak długie jak szerokie, zaś człony trzeci i piąty nieco dłuższe niż szerokie. Przedplecze ma lekko faliste boki z lekko karbowanymi listewkami. Małe ząbki leżą w kątach tylnych przedplecza. Długość przedplecza wynosi 0,8 jego szerokości. Wierzchołek wyrostka przedpiersia jest lekko falisty na przedniej krawędzi. Szerokość owego wyrostka jest 1,15 raza większa od średnicy bioder przedniej pary i 1,6 raza większa niż rozstaw tychże bioder. Pokrywy są 1,72 raza dłuższe niż szerokie oraz mają lekko karbowane brzegi boczne na wysokości barków i ząbek w kątach przednich. Odległości między punktami w rzędach pokryw wynoszą czterokrotność ich średnicy. Na wyrostku międzybiodrowym śródpiersia występują duże punkty oddalone od siebie o 1–2 swoje średnice. Genitalia samca charakteryzują się lekko zakrzywionymi do wewnątrz paramerami.
Owad endemiczny dla Australii, znany wyłącznie z lokalizacji typowej. Holotyp odłowiono w maju.